# Conte di Cromer
Conte di Cromer è un titolo nobiliare inglese nella Parìa del Regno Unito.

## Storia

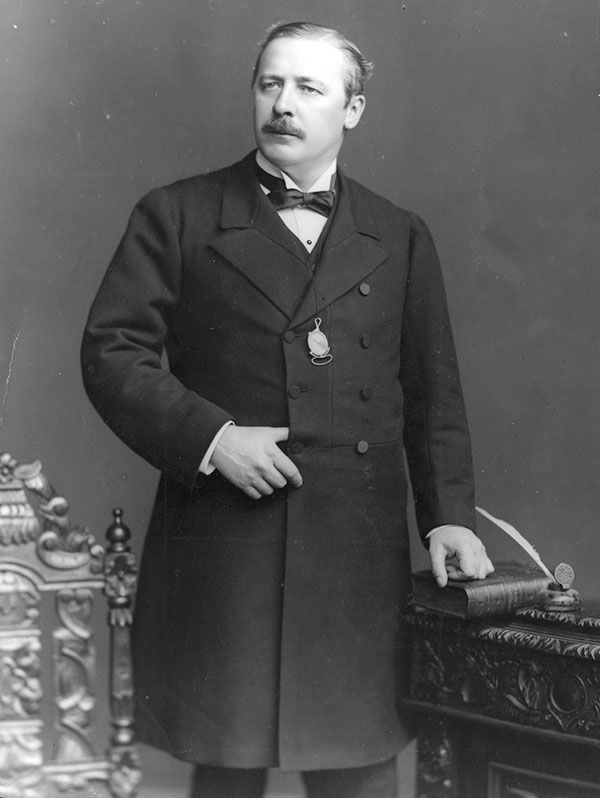
Evelyn Baring, I conte di Cromer

Il titolo venne creato nel 1901 per Evelyn Baring, I visconte Cromer, per lungo tempo console generale britannico in Egitto nonché massone. Questi era già stato creato Barone Cromer, di Cromer nella contea di Norfolk, nel 1892, Visconte Cromer, nella contea di Norfolk, nel 1899, e venne creato anche Visconte Errington, di Hexham nella contea di Northumberland, e Conte di Cromer, nella contea di Norfolk, l'8 agosto 1901.
Questi titoli vennero creati nella Parìa del Regno Unito. Membro dell'influente famiglia Baring, noti banchieri, lord Cromer era figlio di Henry Baring, figlio terzogenito di Sir Francis Baring, I baronetto. Il primo conte venne succeduto da suo figlio, il II conte, diplomatico ed amministratore di governo. Suo figlio, il III conte, fu anch'egli diplomatico e nello specifico fu ambasciatore britannico negli Stati Uniti dal 1971 al 1974. Attualmente i titoli sono detenuti dal figlio di quest'ultimo, il IV conte, succeduto al padre nel 1991.
Evelyn Baring, I barone Howick di Glendale, figlio terzogenito del I conte.

## Conti di Cromer (1901)
- Evelyn Baring, I conte di Cromer (1841–1917)
- Rowland Thomas Baring, II conte di Cromer (1877–1953)
- George Rowland Stanley Baring, III conte di Cromer (1918–1991)
- Evelyn Rowland Esmond Baring, IV conte di Cromer (n. 1946)

L'erede apparente è il figlio dell'attuale detentore del titolo, Alexander Rowland Harmsworth Baring, visconte Errington (n. 1994)